# Острови-Барановські
Острови-Барановські (пол. Ostrowy Baranowskie) — село в Польщі, у гміні Цмоляс Кольбушовського повіту Підкарпатського воєводства.
Населення — 608 осіб (2011).
У 1975-1998 роках село належало до Ряшівського воєводства.

## Демографія
Демографічна структура станом на 31 березня 2011 року:
|          | Загалом | Допрацездатний вік | Працездатний вік | Постпрацездатний вік |
| -------- | ------- | ------------------ | ---------------- | -------------------- |
| Чоловіки | 315     | 73                 | 202              | 40                   |
| Жінки    | 293     | 58                 | 160              | 75                   |
| Разом    | 608     | 131                | 362              | 115                  |